# Tiazid
Tiazid je tip molekula i klasa diuretika koji se često koriste za tretiranje hipertenzije (visokog krvnog pristiska) i edema (poput onih uzrokovanih bolestima srca, jetre, ili bubrega).
Tiazidi i tiazidima slični diuretici redukuju rizik od smrti, šloga, srčanog udara i zatajenja srca usled hipertenzije. U većini zemalja, tiazidi su najjeftiniji antihipertenzivni lekovi.

## Literatura
- Bertram G. Katzung: Basic and Clinical Pharmacology. Kapitel 15 Diuretic agents. Mcgraw-Hill Professional. 9th Edition. 2004.  978-0-07-141092-2.
- Donald W. Seldin (Hrsgb.), Gerhard Giebisch (Hrsgb.): Diuretic Agents: Clinical Physiology and Pharmacology. Kapitel 3 A history of diuretics, S. 3 ff. und Kapitel Academic Press. 1st edition. 1997.  978-0-12-635690-8.
- Craig, Stitzel: Modern Pharmacology with Clinical Applications. Kapitel 21 Diuretic Drugs, S. 249 ff. Lippincott Raven, 6th Edition. 2003.  978-0-7817-3762-3.

## Spoljašnje veze
- Thiazide diuretics